# Trans States Airlines
Trans States Airlines – nieistniejąca amerykańska regionalna linia lotnicza z siedzibą w Bridgeton, w stanie Missouri.
W latach 1982–1989 funkcjonowała pod nazwą Resort Air. W kwietniu 2020 zakończyła prowadzenie działalności.